# دوتوهه سفلی
دوتویه سفلی، روستایی از توابع بخش کهریزک شهرستان ری در استان تهران ایران است.
اکثریت مردم  این منطقه اهل خراسان جنوبی می باشند که با همان زبان شیرین محلی بیرجندی گویش دارند،تحصیلات در این روستا بطور میانگین لیسانس می باشد که با سخت کوشی فراوان توانسته اند هم اکنون در اداره جات مختلف مشغول به کار باشند

## جمعیت
۳۰۰۰این روستا در دهستان کهریزک قرار دارد و براساس سرشماری مرکز آمار ایران در سال ۱۳۸۵، جمعیت آن  نفر  بوده‌است.